# أغسطس ويليام سميث
أغسطس ويليام سميث (بالإنجليزية: Augustus William Smith)‏ هو رياضياتي أمريكي، ولد في 12 مايو 1802 في نيوبورت في الولايات المتحدة، وتوفي في 26 مارس 1866 في أنابولس في الولايات المتحدة.